# Thomas Born (Künstler)
Thomas Born (* 24. August 1952 in Berlin) ist ein deutscher Fotograf, Künstler und Hochschullehrer.

## Leben und Werk
Thomas Born studierte Angewandte Kunst und Visuelle Kommunikation an der Hochschule der Künste (HDK) Berlin, Fotografie an der (Universität-Gesamthochschule Kassel) Kassel und am Lette-Verein Berlin sowie Kunst- und Kulturpädagogik an der (HDK) Berlin.
Er begann sein freikünstlerisches Schaffen zusammen mit Anna Elisa Heine in Göttingen im Atelier „Medienkunst – Atelier für schnelle Medien“ (1979–1982), seit 1982 Atelier Medienkunst Berlin: freie künstlerische Projekte, Symposien und Ausstellungen.
Neben seiner künstlerischen Tätigkeit war er in der Zellforschung am Max-Planck-Institut für biophysikalische Chemie in Göttingen (1975–1980) sowie als freier Fotograf für verschiedene Magazine tätig. Er war Mitbegründer und Direktor der Berliner bildo Akademie für Kunst und Medien, der ersten Medienkunsthochschule im deutschsprachigen Raum (1988–1996), sowie Geschäftsführer der Firma motion pixel, Gesellschaft für elektronische Bildbearbeitung mbH (1990–2000).
Von 1996 bis zu seiner Emeritierung 2017 war er Professor für digitale Medien, experimentelle Fotografie und Wahrnehmungstheorie an der Hochschule für Technik und Wirtschaft Berlin im Studiengang Kommunikationsdesign.

## Veröffentlichungen (Auswahl)
- Thomas Born (Hrsg.) Anna Elisa Heine, Fotografie und Kunsttherapie. Edition bildo, Berlin 2009, ISBN 978-3-00-028242-3
- Anna Elisa Heine, Thomas Born, Bildgestaltung im Medienkontext - Grundlagen und Methoden, Galileo Design, Bonn 2004, ISBN 978-3-89842-377-9
- Thomas Born, Nikolas Hannecke, Anna Elisa Heine, Andreas Karpati, Thomas Kemnitz, Alexander Löser, Thomas Schmidt, Jochen Vestner, Virtual Design Update - prospects for design professionals, Berlin 2000, ISBN 978-3-931221-27-0
- Thomas Born, Anna Elisa Heine, Andreas Karpati, Thomas Kemnitz, Thomas Schmidt, Jochen Vestner, Virtual Design im Virtual College, Berlin 1997
- Anna Elisa Heine, Thomas Born (Hg.) mit Texten von: Ulrich Roloff-Momin, Volker Hassemer, Wulf Herzogenrath, Henrik Schnedler, Jörg Podzuweit, Jochen Lignau, Wolfgang Ernst, Christoph Kern, Wolfgang Thies, Bernhard Rieger, Ernst-Wolf Abèe, Medienkunst im Wasserturm, Berlin 1994
- Thomas Born, Anna Elisa Heine,  Jean Luc Evard, Gerhard Johann Lischka, Torsten Meiffert, Michael Mohnhaupt, Jochen Lingnau, Lucy Hillebrand, Dietmar Kamper, Vito Orazem, Gerhard Duelen, Bildmaschinen und Erfahrung, Berlin 1989, ISBN 978-3-926175-82-3
- Anna Elisa Heine, Thomas Born, Traumberuf Fotograf oder Feuer und Flamme für die Fotografie, Fotografie Verlag, Göttingen 1981, ISBN 978-3-921907-01-6